# Castelfranco di Sotto
Castelfranco di Sotto település Olaszországban, Toszkána régióban, Pisa megyében. Lakosainak száma 13 541 fő (2023. január 1.). Castelfranco di Sotto Altopascio, Bientina, Fucecchio, Montopoli in Val d'Arno, San Miniato, Santa Croce sull’Arno és Santa Maria a Monte községekkel határos.

## Népesség
A település lakossága az elmúlt években az alábbi módon változott:
| Lakosok száma | 13 350 | 13 396 | 13 541 |
|               | 2017   | 2018   | 2023   |